# Liste von Seen und Talsperren in Südamerika
Dies ist eine Liste der wichtigsten Seen und Talsperren Südamerikas. Aufgenommen werden zumindest periodisch wassergefüllte Salz- und Süßwasserseen einschließlich Flachseen und Stauseen mit einer Größe ab 10 km² sowie auch kleinere Seen im Fall besonderer Alleinstellungsmerkmale (unter „Anmerkungen“ genannt).
| Name des Gewässers  | Fläche          | Wassertiefe | Höhe ü. M. | Staat             | Anmerkungen                            |
| ------------------- | --------------- | ----------- | ---------- | ----------------- | -------------------------------------- |
| Argentino-See       | 1.490 km²       | 500 m       | 187 m      | Argentinien       |                                        |
| Chungará-See        | 21,5 km²        | 34 m        | 4.566 m    | Chile             |                                        |
| Coipasa-Salzsee     | 2.200 km²       |             | 3.658 m    | Bolivien          |                                        |
| Colhué Huapi        | 803 km²         | 5,5 m       | 258 m      | Argentinien       |                                        |
| Conococha-See       | 2,5 km²         | 4,5 m       | 4.050 m    | Peru              | Einzigartiger Reichtum an Froscharten  |
| Entenlagune         | 10.145 km²      | 10 m        | 0 m        | Brasilien         | Salzwasserlagune                       |
| Fagnano-See         | 645 km²         | 200 m       | 90 m       | Argentinien/Chile |                                        |
| General-Carrera-See | 1.850 km²       | 590 m       | 217 m      | Argentinien/Chile |                                        |
| Guaíba-See          | 547 km²         | 5 m         | 0 m        | Brasilien         | Mündungsdelta von fünf Flüssen         |
| Junín-See           | 530 km²         | 1 – 2 m     | 4.082 m    | Peru              |                                        |
| Kondorsee           | 1 km²           |             | 2.900 m    | Peru              | Archäologische Ausgrabungsstätten      |
| Laguna Colorada     | 60 km²          | ≥ 1,5 m     | 4.560 m    | Bolivien          |                                        |
| Laguna de Araruama  | 220 km²         | 19 m        | 0 m        | Brasilien         | Salzwasserlagune, mit 5,2 % Salzgehalt |
| Laguna Verde        | 5,2 km²         |             | 4.350 m    | Bolivien          | Heiße Quellen                          |
| Lauricocha-See      | 8 km²           |             | 3.845 m    | Peru              | Nördlichster Gletschersee der Anden    |
| Llanquihue-See      | 866 km²         | 317 m       | 70 m       | Chile             |                                        |
| Maracaibo-See       | 13.000 km²      | 50 m        | 0 m        | Venezuela         | Binnenmeer                             |
| Miri-Lagune         | 3.750 km²       | 10 m        | 0 m        | Brasilien/Uruguay | Salzwasserlagune                       |
| Nahuel Huapi        | 531 km²         | 460 m       | 768 m      | Argentinien       |                                        |
| Palcacocha-See      | 0,17 km²        |             | 4.566 m    | Peru              | Höchstgelegener Gletschersee der Anden |
| Peixe-Lagune        | 145 km²         | 10 m        | 0 m        | Brasilien         | Salzwasserlagune, Nationalpark         |
| Pomacochas-See      | 4 km²           | ca. 80 m    | 2.150 m    | Peru              | Felssee mit blau-grünem Wasser         |
| Poopó-See           | 1.340 km²       | ≥ 3 m       | 3.686 m    | Bolivien          |                                        |
| Rogagua-See         | 155 km²         |             | 173 m      | Bolivien          |                                        |
| Titicacasee         | 8.288 km²       | 281 m       | 3.810 m    | Peru/Bolivien     | Größter Süßwassersee Südamerikas       |
| Uru-Uru-See         | 260 km²         | 1,5 m       | 3.686 m    | Bolivien          |                                        |
| Uyuni-Salzsee       | 12.000 km²      |             | 3.653 m    | Bolivien          | Fast ganzjährig ausgetrocknet          |
| Viedma-See          | 1.088–1.600 km² |             | 250 m      | Argentinien       | Gletschersee                           |
| Lago Yanawayin      | 1,3 km²         |             | 4.440 m    | Peru              | Spektakulärer Felssturz 1971           |